# São José Rugby Clube
Le São José Rugby Clube est une équipe de rugby à XV de la ville de São José dos Campos, l'État de São Paulo, au Brésil. Le club fondé en 1987.

## Histoire
Avant la création du club, le rugby est introduit à São José dos Campos par des professeurs de l'Institut de technologie aérospatiale. En 1984, le français Dominique Contant et l'argentin Guillermo Collins arrivent à Sao Jose dos Campos et organisent une équipe pour un tournoi universitaire.

## Palmarès
Équipe sénior :
- Vainqueur du Championnat du Brésil (10) en 2002, 2003, 2004, 2007, 2008, 2010, 2011, 2012, 2015 et 2019
- Vainqueur du Championnat régional de l'état de São Paulo (11) en 2004, 2005, 2006, 2007, 2008, 2009, 2010, 2011, 2013, 2014 et 2016

Équipe juniors :
- Vainqueur du Championnat du Brésil (4) en 1999, 2001, 2007 et 2008
- Vainqueur du Championnat régional de l'état de São Paulo (3) en 2006, 2007 et 2008

Équipe cadet :
- Vainqueur du Championnat régional de l'état de São Paulo (1) en 1991